# Список керівників держав 16 року

## Європа
- плем'я атребатів — король Веріка (15-43)
- Боспорська держава — цар Рескупорід I Аспург (14 до н. е.- 37 н. е.)
- правитель племені Вотадинів Овен ап Афалах (10 до н. е. — 25 н. е.)
- Ірландія — верховний король Ферадах Фіндфехтнах (14-36)
- плем'я катувеллаунів — вождь Кунобелін (9-43)
- плем'я маркоманів — вождь Маробод (9 до н. е.-19 н. е.)
- пропретор провінції Мезія Гай Поппей Сабін (до 31)
- Одриське царство — царі Рескупорід II і Котіс VIII (12 — 18-19)
- плем'я херусків — вождь Арміній (до 21)
- Римська імперія
  - імператор Тиберій
  - консули Сізенна Статілій Тавр і Луцій Скрибоній Лібон

## Азія
- китайський імператор династії Сінь Ван Ман (9-23)
- цар Адіабени Ізат І (15-20)
- цар Великої Вірменії Вонон I (12-16); по ньому до 18 року - міжцарство
- тетрарх Галілеї та Переї Ірод Антипа (4 до н. е. — 39)
- цар Елімаїди  Камнаскір IX (15-25)
- цар Іберії Фарсман I (до 58)
- індо-скіфський цар Віджаямітра (до 15)
- цар Каппадокії Архелай
- тхеван Когурьо Юрімьон (до 18)
- цар Коммагени Антіох III (до 17)
- цар Кушану Герай (1-30)
- цар Набатеї Арета IV Філопатор (до 40)
- цар Осроени  Абгар V
- цар Парфії Артабан II (12-35)
- тхеван Пекче Онджо (до 28)
- цариця Понту Піфодорида (до 38)
- правитель Сатватханів Пулумаві I (до 31)
- правитель Сілли Намхе Чхачхаун (4-24)
- префект Сирії Квінт Цецилій Метелл Критський Сілан (до 17)
- цар Харакени Абінерга I (до 22-23)
- шаньюй Хунну Учжулю; по ньому — Улей-Жоді
- імператор Японії Суйнін (до 70)

## Африка
- проконсул провінції Африка Луцій Елій Ламія (15-16)
- префект провінції Єгипет Гай Галерій (16-31)
- Кушський цар Натакамані (1 до н. е. — 23)
- король Мавретанії Юба II (25 до н. е. — 23)